# Karl Gustaf Carlson
Karl Gustaf Carlson, född 9 maj 1850 i Åsaka socken, Älvsborgs län, död 12 mars 1932, var en svensk ämbetsman.
Carlson blev filosofie kandidat vid Uppsala universitet 1873 och filosofie doktor vid Lunds universitet 1874. År 1875 avlade han hovrättsexamen. År 1884 blev Carlson fiskal i Göta hovrätt samt tillförordnad revisionssekreterare. Påföljande år blev han assessor i Göta hovrätt. År 1886 blev Carlson tillförordnad byråchef för lagärenden i justitiedepartementet. Året därefter blev han ordinarie revisionssekreterare. År 1889 blev Carlson justitieråd, en post som han höll fram till år 1917. Han promoverades till juris hedersdoktor i Uppsala 1900.

## Utmärkelser
- Riddare av Nordstjärneorden, 1887.[2]
- Kommendör av första klassen av Nordstjärneorden, 1 december 1890.[3]
- Kommendör med stora korset av Nordstjärneorden, 1 december 1898.[4]